# 75225 Corradoaugias
75225 Corradoaugias è un asteroide della fascia principale. Scoperto nel 1999, presenta un'orbita caratterizzata da un semiasse maggiore pari a 2,5461727 UA e da un'eccentricità di 0,1224792, inclinata di 13,38531° rispetto all'eclittica.
L'asteroide è dedicato a Corrado Augias, celebre giornalista.